# Canvas (HTML5)
Canvas é um elemento da HTML5 destinado a delimitar uma área para renderização dinâmica de gráficos. Todo o trabalho de criação e animação é realizado através de linguagens de programação dinâmica (usualmente Javascript).

O elemento foi originalmente introduzido pela Apple Inc. para o navegador Safari. As aplicações da Mozilla ganharam suporte ao canvas começando pelo Gecko 1.8 (Firefox 1.5). O Internet Explorer possui suporte ao elemento a partir da versão 9. Para adicionar suporte as versões anteriores desse navegador, basta incluir um script feito pela Google chamado Explorer Canvas. Navegadores baseados em Chromium, como Google Chrome e Opera, também suportam o canvas.

## Exemplo
O código a seguir cria um elemento Canvas em uma página HTML5:
```
<
canvas
 
id
=
"exemplo"
 
width
=
"200"
 
height
=
"200"
>

Este texto é exibido caso o navegador não tenha suporte ao Canvas.

</
canvas
>

```

Usando JavaScript, você pode desenhar no canvas:
```
var
 
exemplo
 
=
 
document
.
getElementById
(
 
'exemplo'
 
),

    
contexto
 
=
 
exemplo
.
getContext
(
 
'2d'
 
);

contexto
.
fillStyle
 
=
 
'red'
;

contexto
.
fillRect
(
 
30
,
 
30
,
 
50
,
 
50
 
);

```

Esse código desenha um retângulo vermelho na tela.

## Contextos
A especificação para a HTML5 prevê dois contextos de criação: o contexto bidimensional e o contexto tridimensional.
O contexto bidimensional destina-se à criação de imagens em duas dimensões x e y, segundo um sistema de eixos cartesianos, cuja origem é no canto superior esquerdo da área de criação, com as coordenadas x crescendo da esquerda para direita e y de cima para baixo.
O contexto tridimensional destina-se à criação de imagens em três dimensões com acréscimo do eixo z no sentido da profundidade.

## Suporte
- Internet Explorer 9+
- Mozilla Firefox 3.6+
- Safari 3.2+
- Google Chrome 10+
- Opera 10.6+[4]